# Randolph (Nebraska)
Randolph è un comune degli Stati Uniti d'America, situato in Nebraska, nella contea di Cedar.